# Синичине
Синичено (до 25.06.2009 — Синичине) — село в Україні, у Ізюмській міській громаді Ізюмського району Харківської області. Населення становить 102 осіб. До 2020 орган місцевого самоврядування— Кам'янська сільська рада.

## Географія
Село Синичено розташоване на правому березі річки Сіверський Донець, в місці впадіння в неї річки Оскіл (ліва притока), вище за течією на відстані 5 км розташоване село Кам'янка, нижче за течією на відстані 4,5 км — село Яремівка, на відстані 3 км розташовані села Суха Кам'янка та Тихоцьке. На протилежному березі річки на відстані 3 км проходить залізниця, найближча станція Букине. До села примикають невеликі лісові масиви (сосна, дуб). Неподалік від села розташований Синичинський заказник.

## Назва
25 червня 2009 року рішенням XLII сесії Харківської обласної ради V скликання № 1275-V «Про зміни в адміністративно-територіальному устрої області» розглянувши рішення Ізюмської районної ради в назві села Синичине букву «и» після букви «ч» замінено на букву «е», букву «е» в кінці слова замінено на букву «о» та, відповідно, село Синичине вважається селом Синичено
Назва, імовірно, походить від первопоселенця — козака Синиці. До птахів синиць, як намагаються пояснювати старожили, насправді ніякого відношення не має.

## Історія
Біля села Синичено археологом І. А. Сніжко знайдена стоянка первісних людей епохи палеоліту.
На території села розташовано Братську могилу воїнів загиблих під час Другої світової війни. с. Синичено знаходилося під окупацією з червня 1942 р. до лютого 1943 р. Звільнення села здійснювалося бійцями 267-ї стрілецької дивізії та 31-ї гвардійської танкової бригади. Після звільнення села у 1943 р. місцеві жителі поховали загиблих воїнів у братській могилі. У 1970 р. на кошти жителів села на могилі було встановлено пам'ятник.
12 червня 2020 року, розпорядженням Кабінету Міністрів України № 725-р «Про визначення адміністративних центрів та затвердження територій територіальних громад Харківської області», увійшло до складу Ізюмської міської громади.

19 липня 2020 року, в результаті адміністративно-територіальної реформи та ліквідації Ізюмського району, село увійшло до складу новоутвореного Ізюмського району.

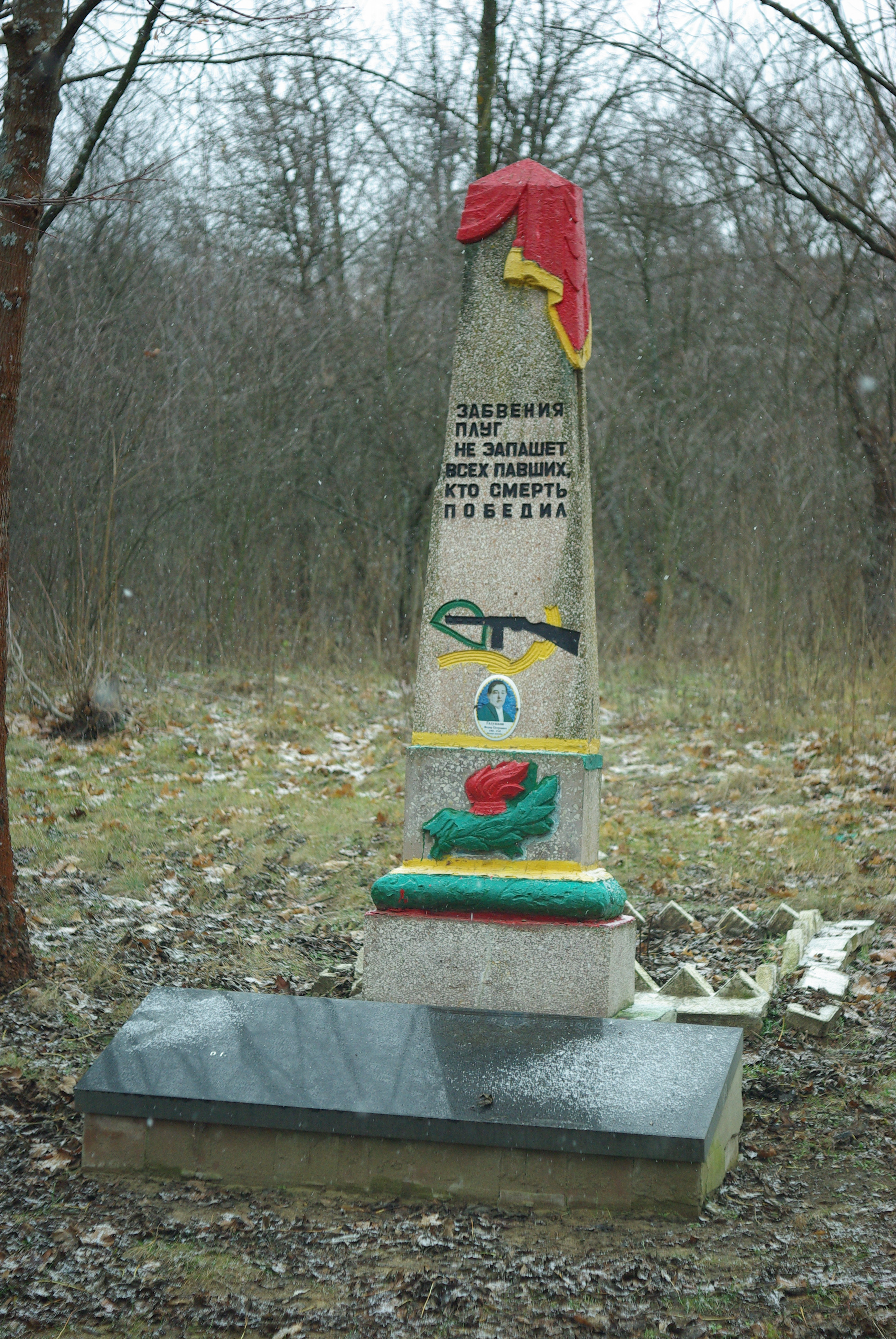
Synycheno Izium region Bed of Honor

## Населення
Згідно з переписом УРСР 1989 року чисельність наявного населення села становила 148 осіб, з яких 62 чоловіки та 86 жінок.
За переписом населення України 2001 року в селі мешкала 101 особа.

### Мова
Розподіл населення за рідною мовою за даними перепису 2001 року:
| Мова       | Відсоток |
| ---------- | -------- |
| українська | 66,67 %  |
| російська  | 32,35 %  |
| грецька    | 0,98 %   |

## Економіка
- Поруч з селом активно розвивається база відпочинку «Донецький Юрт».

## Об'єкти соціальної сфери
- Магазини.